# Pure Play Media
Pure Play Media es una productora y distribuidora de contenido pornográfico estadounidense que sirve como empresa matriz y conglomerado de otros diversos estudios pornográficos, independientes a efectos técnicos y de producción de Pure Play Media, a los que se dirige en materia de marketing, publicidad y difusión. Fundada en 2002, la compañía tiene su sede central en Chatsworth, distrito de la ciudad de Los Ángeles (California).
Entre sus afiliados están los estudios Anabolic, Bluebirdfilms, Cinema Erotika, Cumlouder, Dark Legion, Exxxcalibur, Hard Art, Josh Stone, Matrix, Naughty America, Private, Pure Classics, Roman Video, Silver Sinema, Trans500 o Western Visuals.
También cuenta como afiliadas diversas revistas del sector, como Swank Digital, Score o Sign Magazine, con las que tiene diversos compromisos de marketing y venta directa.
Encauzada principalmente al mercado estadounidense, en 2006, con la apertura de su división europea, Pure Play Media se abrió a la colaboración con otros estudios europeos.
Llegó a contratar en 2003 al productor, director y ocasional actor Seymore Butts, quien cuyo bajo paraguas grabó para el canal de televisión Showtime un reality que estuvo en antena cuatro temporadas y que versó sobre su vida diaria llamado Family Business. También han trabajado con la fotógrafa y directora Suze Randall así como con la estríper y ex actriz pornográfica Danni Ashe.